# Большая Южная Африка
В конце XIX — начале XX века некоторые южноафриканские и британские политические деятели выступали за создание Большой Южной Африки. Данный род ирредентизма можно рассматривать как раннюю форму панафриканизма, хотя и строго ограниченный белыми африканцами европейского происхождения.

## Теоретическое планирование

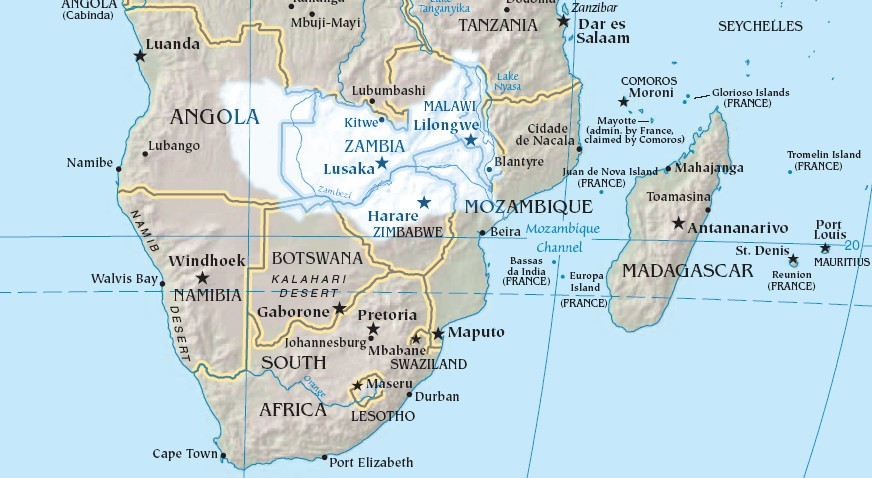
На карте показано расположение реки Замбези, гипотетической пограничной реки расширенного южноафриканского государства.

Государственный деятель Ян Сматс неоднократно призывал к расширению Южной Африки с 1895 года, представляя будущую границу Южной Африки вдоль реки Замбези или даже по экватору. Германская Юго-Западная Африка, Южная Родезия и, по крайней мере, южные части португальского Мозамбика (особенно порт Лоренсу-Маркес в заливе Делагоа) вместе с территориями Верховной комиссии[англ.] (Басутоленд, Бечуаналенд и Эсватини, последняя из которых была протекторатом Трансвааль с 1890-99 гг.) должны были быть включены в состав этого государства, а Претория сейчас будучи его географической столицей. Хотя первоначальной целью плана расширения Сматса была Замбези, он проявлял большой геополитический интерес к протекторату Восточной Африки и Танганьике. Сматс был впечатлен британскими колонистами[англ.] Белого нагорья[англ.] и полагал, что в ближайшем будущем этот район может быть преобразован в «великое европейское государство или систему государств», что в конечном итоге приведет к «цепи белых штатов, которые в конце концов станут единым целым от Союза до Кении». Сматс полагал, что это расширение в конечном итоге приведет к тому, что Южная Африка станет «одним из величайших будущих доминионов Империи», равным Австралии и Канаде.
Экспансионистские цели Сматса получили слабую поддержку белых внутри страны. Африканерские националисты опасались, что присоединение британских территорий вблизи Южной Африки приведет к образованию государства с гораздо большим чернокожим большинством, чем в существовавшем тогда Южно-Африканском союзе.

## Актуализация
Образование Южно-Африканского союза было впервые замечено в 1910 году[кем?]. Британцы изначально поддерживали территориальное расширение Южноафриканского государства. Изначально британцы поддерживали территориальное расширение Южноафриканского государства. Ни британцы, ни южноафриканцы не ожидали, что сохраняющаяся имперская ответственность Лондона за Родезию, Ньясаленд и территории Верховной Комиссии[англ.] станет окончательным территориальным устройством: в законе о Южной Африке 1909 года были предусмотрены положения о признании Родезии пятой провинцией Союза в будущем и изложены условия потенциальной будущей передачи территорий Верховной комиссии. Премьер-министр Луис Бота согласился со Сматсом в том, что аннексия южноафриканскими властями территорий Верховной комиссии была лишь вопросом времени.
Британцы одобрили военные цели Сматса во время кампании в Юго-Западной Африке 1914—1915 годов и поддержали присоединение германской Юго-Западной Африки к Южной Африке в 1919 году, хотя Сматс стремился к официальному включению территории. Он предложил назвать эту новую территорию Боталенд в честь премьер-министра. Даже будущая реализация территориальных объектов в португальском Мозамбике — посредством покупки, единогласно одобренной кабинетом министров Южной Африки — была воспринята[кем?] благосклонно, несмотря на то, что Португалия является членом Антанты.
Однако на референдуме правительства Южной Родезии 1922 года[англ.] колония Южная Родезия отказалась от вступления в Союз. Это решение сделало ненужным приобретение Южной Африкой у Британской южноафриканской компании прав на Бечуаналенд, и, таким образом, его передача Союзу была приостановлена. Родезия, действующая как британский противовес доминированию африканеров, предъявила претензии по крайней мере на часть Бечуаналенда, и, таким образом, передача последнего из сферы влияния Южной Африки все больше отвечала британским интересам. Британцы также были разочарованы принятием парламентом Южной Африки Закона о земле для коренных народов, который создал систему землевладения, которая в конечном итоге стала одной из основ апартеида.
Без Родезии прогнозы Сматса о дальнейшей экспансии Южной Африки на север стали невозможными, а его устремления в отношении Мозамбика — труднодостижимыми. Всеобщие выборы в Южной Африке 1924 года положили конец премьерству Сматса и избранию Дж. Б. М. Герцога новым премьер-министром. Британцы с подозрением относились к антиимперскому и проафриканерскому Герцогу по сравнению с англофильскими Сматсами и стали менее охотно удовлетворять территориальные требования Южной Африки.
В период апартеида в Южной Африке, где доминировали африканеры (1948—1994), особенно при премьер-министре Хендрике Фервурде (занимал пост 1958—1966), возродилась концепция включения южноафриканских территорий в Южную Африку, где доминировали белые, теперь нацеленная на Ботсвану, Лесото и Свазиленд, которые стали независимыми от Соединенного Королевства в 1966—1968 годах.